# 岩倉あずさ
岩倉 あずさ（いわくら あずさ、2000年3月22日 - ）は、日本の女性声優。東京都出身。ソニー・ミュージックアーティスツ所属。

## 略歴
元々は歌が好きだったことから、中学1年生の頃にアニソンシンガーを目指していたが、手術をしなければ治らないような声帯結節が喉にできてしまったことから、高音が全く出なかったという。中学時代の3年間は合唱部に所属したが、パートはアルトで、力強く歌い上げるような歌がまったく歌えなかったことから、結局手術をして治したものの、つらい思いをしたという。「個性的な声」と言われ、褒められることばかりではなかったものの、自身の声を生かせる仕事につくことを考え、声優への道にたどり着いたという。
アイドルグループ「虹のコンキスタドール」予科生メンバーとしての活動を経て、2016年に『ソニー・ミュージックアーティスツ アニメ大好きオーディション Anistoteles（アニストテレス）vol.5 〜大切なことはすべてアニメが教えてくれた〜』にファイナリストとして選出され、同事務所に所属。
事務所所属後の最初のオーディションで決定した作品は『ときめきアイドル』の日毬みさき役である。演技の経験はなかったものの、どうしても演じたかったキャラクターだったことから、同キャラクターが着ているような服を着て、同じ髪型に変えてオーディションに行ったという。
2019年11月中旬、「新しい環境で自分の実力を伸ばしたい」という思いからソニー・ミュージックアーティスツに退所を申し出、2020年3月31日をもって退所。同年6月1日、WITH LINEに移籍。2022年12月31日、契約満了に伴いWITH LINEを退所。2023年3月1日、古巣であるソニー・ミュージックアーティスツに復帰を発表。

## 人物
妹がいる。
特技として人と話すこと、趣味として音楽鑑賞、水色のものを集めること、可愛い女の子を探すことをそれぞれ挙げている。
声優として影響を受けた作品に幼稚園児の頃から興味を持った『カードキャプターさくら』を挙げており、アニメが好きになったきっかけでもあるという。また、小学5年生の頃は『けいおん!』の再放送を見ていたという。

## 出演
太字はメインキャラクター。

### テレビアニメ
- D4DJ First Mix（2020年、女生徒）
- VTuberなんだが配信切り忘れたら伝説になってた（2024年、リスナー）

### ゲーム
2018年
- ときめきアイドル（日毬みさき）
- WAR OF BRAINS（帝国魔獣使い チロル、天真爛娘 ヘルメス）

2019年
- アズールレーン（清波）

2021年
- ブラスターマスター ゼロ トリロジー メタファイトクロニクル（ティセット）
- ディズニー ツイステッドワンダーランド（トービー）

2023年
- ヘブンバーンズレッド（鏑木シオン、習志野ドーム住人）

### オーディオドラマ
- 魔法詠唱の練習（ピコ[17]）※ 文化放送Ａ＆Ｇ「土岐俊一のボイコネ劇団」
- こえのこころえ -九之重学園 朗読部-（2022年、秋山ゆん〈2代目〉[18]）

### ボイスコミック
- こえのこころえ 練習中！（2022年、秋山ゆん[19]）

### 舞台
- Otona Project 第24弾 爆走おとな小学生 第10回全校集会「初等教育ロイヤル」（2019年5月29日 - 6月2日、スペース・ゼロ） - 山本さん 役[20]
- 進戯団 夢命クラシックス×07th Expansion vol.6「ひぐらしのなく頃に〜流・明〜」（2019年7月24日 - 28日、ラゾーナ川崎プラザソル） - 北条沙都子 役（明）[21]
- アサルトリリィ×私立ルドビコ女学院 - 花丘・アンジェラ・萌 役
  - 「シュベスターの祈り」（2021年5月28日 - 6月6日、シアターグリーン BIG TREE THEATER）[22][23]
  - 「シュベスターの秘密」（2021年10月15日 - 24日、ザ・ポケット）[24]
  - 「白きレジスタンス〜約束の行方〜」（2022年6月30日 - 7月6日、スペース・ゼロ）[25][26]
  - 「白きレジスタンス～真実の刃～」（2023年8月19日 - 23日、大手町三井ホール）

### イベント
- ワンダーフェスティバル2015[夏] WONDERFUL HOBBY LIFE FOR YOU!! 22（2015年7月26日、幕張メッセ） - 虹のコンキスタドール予科生メンバーとして[5]

## ディスコグラフィ

### キャラクターソング
| 発売日  | 商品名              | 歌                       | 楽曲                                   | 備考                             |
| 2018年  | 2018年              | 2018年                   | 2018年                                 | 2018年                           |
| ------- | ------------------- | ------------------------ | -------------------------------------- | -------------------------------- |
| 1月17日 | DREAMING-ING!!      | ときめきアイドル project | 「DREAMING-ING!!」 「トキメキ☆ミライ」 | ゲーム『ときめきアイドル』関連曲 |
| 1月17日 | DREAMING-ING!!      | 真田小幸村（日毬みさき） | 「DREAMING-ING!!」                     | ゲーム『ときめきアイドル』関連曲 |
| 7月11日 | カン違いSummer Days | ときめきアイドル project | 「カン違いSummer Days」                | ゲーム『ときめきアイドル』関連曲 |
| 7月11日 | カン違いSummer Days | ときめきアイドル project | 「わがままパーリナイ」                 | ゲーム『ときめきアイドル』関連曲 |